# Hardrock Hundred Mile Endurance Run
Der Hardrock Hundred Mile Endurance Run, kurz Hardrock 100, ist ein 100-Meilen (161 km) Ultramarathon, der jährlich im Juli in Silverton, Colorado stattfindet. Es sind 10000 Höhenmeter bergauf zu bewältigen, in einer Höhe von durchschnittlich 3350 Metern über dem Meeresspiegel. Der Lauf ist ein Rundkurs, der den Bergarbeitern gewidmet ist, die sich in diesem Gebiet niedergelassen und die Trails geschaffen haben, auf denen größtenteils gelaufen wird.

## Geschichte
Der Lauf wurde 1992 zum ersten Mal ausgetragen. Er startet und endet in der historischen Bergbaustadt Silverton, Colorado. Die Strecke führt durch die Orte Telluride, Ouray und die Geisterstadt Sherman und über 13 Gebirgspässe. Die Teilnehmer erreichen 13 Mal die Höhe von 3700 Metern, der höchste Punkt liegt dabei auf Handies Peak (4280 Meter über dem Meeresspiegel). Der Lauf findet jährlich Anfang Juli statt, mit der Ausnahme von 1995 (zu viel Schnee), 2002 (Waldbrände in der Gegend), 2019 (Trailschäden aufgrund von Lawinen) und 2020 (Pandemie). Die Laufrichtung wechselt dabei jedes Jahr. Statt eine Ziellinie zu überqueren, küssen die Teilnehmer einen großen Felsblock (Hardrock) mit dem Bild eines Widderkopfes.
Die Strecke ist in 48 Stunden zu bewältigen, der Durchschnitt liegt bei ca. 41 Stunden. Diese Zeit ist länger als bei vielen anderen 100-Meilen-Läufen üblich, was größtenteils an der Höhenlage der Strecke liegt, was bei einigen Läufern Höhenkrankheit verursacht. Zusätzlich führt die Strecke über extrem unwegsames Gelände und umfasst steile Aufstiege und Abhänge, Schneefelder, Flussüberquerungen und Geröllfelder. Sie führt durch mehrere Klimazonen, überwiegend oberhalb der Baumgrenze.
Das Rennen beginnt um 6 Uhr morgens, sodass Läufer, die mehr als 40 Stunden benötigen, um das Ziel zu erreichen, vor dem Zieleinlauf zweimal den Sonnenuntergang erleben. Das Wetter kann im San-Juan-Gebirge sehr extrem sein, die Nachttemperaturen können in den höheren Lagen auf unter null Grad fallen. Schwere Gewitter können ebenfalls schnell aufziehen und Regen, Hagel oder starken Wind mit sich bringen. Daher müssen die Läufer auf jedes Wetter vorbereitet sein. Die meisten nehmen zusätzliche Kleidungsstücke in ihren Rucksäcken sowie genügend Nahrung und Flüssigkeit mit, um mehrere Stunden ohne Hilfe auszukommen.
In den Anfangsjahren war die Streckenführung sehr wichtig. Jeder Teilnehmer erhielt ein detailliertes Handbuch mit einer Beschreibung der Strecke und eine Karte. Gute Streckenkenntnis konnte einem Läufer über die gesamte Dauer des Laufs mehrere Stunden Zeitersparnis bringen. Daraus entwickelte sich das sogenannte „Camp Hardrock“, das die zwei Wochen vor dem eigentlichen Lauf umfasst. Die Läufer verbringen diese Zeit damit, mit den Markierungsteams die Strecke abzugehen und sich mit der Route vertraut zu machen. Nachdem das Event nun seit über zwei Jahrzehnten stattfindet, sind die Trails etabliert und die Streckenfindung ist weniger problematisch, zusätzlich gibt es obligatorische Streckenbesprechungen.
Das Teilnehmerfeld ist auf rund 146 Personen limitiert und wird Anfang Dezember für das Folgejahr ausgelost. Das Losverfahren wurde im Laufe der Jahre mehrfach geändert. Um an der Auslosung teilnehmen zu können, müssen potenzielle Teilnehmer in den letzten zwei Jahren einen von etwa 30 bergigen Ultramarathons über 100 Meilen (160 km) oder länger absolviert haben. Die beiden Sieger des Hardrock 100 sind automatisch für das Folgejahr qualifiziert.
Der Hardrock 100 ist das Herzstück des "Rocky Mountain Slam", den ein Läufer absolviert, wenn er den Hardrock sowie drei von vier weiteren Rennen in den Rocky Mountains beendet: den Leadville Trail 100, den Bear 100 Mile Endurance Run, den Bighorn 100 oder den Wasatch Front 100 Mile Endurance Run. Die Auszeichnung wird beim Bear 100 Mile Endurance Run verliehen, da dies das letzte Rennen der Serie ist.

## Ergebnisse
Die Streckenrekorde halten bei Laufrichtung im Uhrzeigersinn Ludovic Pommeret (2024: 21:33:06 Stunden) und Courtney Dauwalter (2024: 26:11:49 Stunden), bei Laufrichtung entgegen Uhrzeigersinn François D'Haene (2021: 21:45:50 Stunden) und Katie Schide (2025: 25:50:23 Stunden).
Bei den Frauen gelangen Betsy Kalmeyer (5 Siege), Diana Finkel (4 Siege), Darcy Piceu Africa und Courtney Dauwalter (beide 3 Siege) Mehrfachsiege, bei den Männern Karl Meltzer und Kilian Jornet (beide 5 Siege).
Die Deutsche Katharina Hartmuth erreichte 2024 und 2025 den dritten Platz.